# Орёл (телерадиокомпания)
Государственная телевизионная и радиовещательная компания «Орёл» — филиал ФГУП «Всероссийская государственная телевизионная и радиовещательная компания» в Орловской области.

## История компании

логотип Орловской ГТРК (до 2004)

логотип Орловской ГТРК (с 2004 г. по 22.11.2006) и ГТРК «Орёл» (с 22.11.2006 по 31.12.2009)

- Впервые слова «Говорит Орёл» раздались из репродукторов, установленных по городу, 5 мая 1928 года. В этот день заработали радиотрансляционный центр и студия при нём, откуда и вышли местные передачи[1]. Орловское радио входило в Курский радиокомитет.
- Создана в 1937 году как Комитет по радиоинформации и радиовещанию при Исполнительном комитете Орловского областного совета депутатов трудящихся (Орловский радиокомитет). В 1944 году из Орловского радиокомитета был выделен Брянский радиокомитет.
- 2 декабря 1967 года в 18:20 вышла в эфир первая передача Орловской телестудии — «Панорама недели», введён в эксплуатацию Аппаратно-студийный комплекс Орловского телецентра[2]. С этого момента началась история Орловского телевидения (ретрансляция 1-й программы Центрального телевидения началось ещё 3 ноября 1959 года, ретрансляция 4-й (будущей 2-й программы) в 1975 году[2]).
- 13 марта 1992 года постановлением администрации Советского района г. Орла районного Совета народных депутатов № 85 зарегистрирована ГУУП «Орловская государственная телевизионная и радиовещательная компания» на базе Орловской телестудии, учредителями которой являлись Министерство печати и информации Российской Федерации и Администрация Орловской области.
- 8 мая 1998 года Указом президента Российской Федерации № 511 «О совершенствовании работы государственных электронных средств массовой информации», постановлением правительства Российской Федерации № 844 от 27 июля 1998 года «О совершенствовании работы государственных электронных средств массовой информации» сформирован Единый производственно-технологический комплекс государственных электронных средств массовой информации Федеральное государственное унитарное предприятие «Всероссийская государственная телевизионная и радиовещательная компания», крупнейшая медиа корпорация в мире, сокращенно ВГТРК. На основании этого указа в состав Всероссийской государственной телерадиокомпании вошли «Главный центр телевидения и радиовещания» (ГЦРТ) и «Главный центр управления сетями радиовещания и магистральной радиосвязи» (ГЦУРС), Общероссийская радиокомпания «Маяк», Российская государственная радиовещательная компания «Голос России», Радиостанция «Орфей», «Российский государственный музыкальный центр телевидения и радиовещания», Государственный симфонический оркестр телевидения и радиовещания, «Совтелеэкспорт» и «Союзтелефильм», все региональные ГТРК преобразуются в дочерние компании. «Старая» ВГТРК была разделена на Государственную телекомпанию «Телеканал «Россия», Государственную радиовещательную компанию «Радио России», Государственную телекомпанию «Телеканал «Культура».
- 6 августа 1998 года приказом ВГТРК № 476 ГУУП «Орловская государственная телевизионная и радиовещательная компания» преобразована в ФГУП «Орловская государственная телевизионная и радиовещательная компания» (сокращенно ОГТРК) и становится дочерним предприятием ВГТРК.
- 13 августа 2001 года «Главный центр телевидения и радиовещания» (ГЦРТ) и «Главный центр управления сетями радиовещания и магистральной радиосвязи» (ГЦУРС) выведены из ВГТРК, объединены в ФГУП «Российская телевизионная и радиовещательная сеть» (РТРС) и переведены в подчинение «Министерства печати и телекоммуникаций».
- 14 октября 2002 года холдингом ВГТРК учреждены филиалы во всех субъектах РФ, в Орле ФГУП ВГТРК филиал «Государственная телевизионная и радиовещательная компания «Орёл» (ГТРК «Орёл»), начат процесс реорганизации региональных дочерних компаний в филиалы.
- 26 февраля 2004 года постановлением правительства Российской Федерации № 111 «О Всероссийской государственной телевизионной и радиовещательной компании», приказом ВГТРК № 430 от 15 декабря 2004 года ОГТРК реорганизуется путём присоединения к ВГТРК в качестве филиала с прекращением самостоятельной юридической деятельности.
- 22 ноября 2006 года ФГУП «Орловская государственная телевизионная и радиовещательная компания» исключена из Единого государственного реестра юридических лиц России Межрайонной инспекцией Федеральной налоговой службы № 46 по г. Москве в связи с присоединением к ВГТРК, которая стала правопреемником по всем правам и обязательствам компании. Завершена реорганизация Орловской ГТРК в ГТРК «Орёл», а ОАО «Областной телерадиовещательный канал» выведен из состава холдинга ВГТРК.
- 1 февраля 2007 года ВГТРК на 9-й ТВК начала трансляцию телеканала «Вести» с врезками ГТРК «Орёл». Договор с ОАО «ТВ Центр» был расторгнут.
- Май 2014 года — «Экспресс радио» выведено из состава ГТРК «Орёл» и передано в структуру ОАО «Областной телерадиовещательный канал».
- С 17 июля 2015 года до 19 апреля 2018 года по ссылке http://www.ogtrk.ru/material.php?id=39710 осуществлялась on-line ретрансляция телеканалов «Россия 1 для Москвы и Московской области», «Россия 1 HD», «Россия 24», «Россия К для Москвы и Московской области», «РТР Планета дубль Азия», «Москва 24» и радиостанции «Вести ФМ», а по ссылке http://www.ogtrk.ru/material.php?id=39709 on-line ретрансляция телеканала «Россия 24» в неизменном виде.
- 31 июля 2015 года Орловская 21-я ТВК и вся общероссийская сеть распространения телеканала «Россия 2» выведены из состава ВГТРК и переданы в ООО «Национальный спортивный телеканал».
- 1 ноября 2015 года телеканал «Россия 2» завершил свою работу.
- С 17 ноября 2017 года тестовое вещание ГТРК «Орёл» в пакете РТРС-1 на телеканалах «Россия 1», «Россия 24» и на «Радио России».
- 12 декабря 2017 года врио губернатора Орловской области Андрей Клычков дал старт трансляции программ ГТРК «Орёл» в составе мультиплекса РТРС-1.
- 30 октября 2018 года (официально 3 декабря 2018 года) переход ГТРК «Орёл» на формат вещания 16:9.
- 3 июня 2019 года в Орловской области прекращено аналоговое вещание телеканалов ВГТРК — «Россия 1», «Россия К» и «Россия 24». Лицензия на ретрансляцию канала «Россия К» на 50 ТВК в Орле и Орловском районе, выданная компании АО «Ва-Банк Плюс» (исключена из ЕГРЮЛ 27 октября 2023 года), принадлежавшей ООО «СТС Медиа», аннулирована в этот же день.
- 25 июня 2020 года на спутник Express AM7 40.0°E подняты телеканалы «Россия 1» (сигнал закодирован GoSTcrypt), «Россия 24» (в открытом доступе FTA) с врезками ГТРК «Орёл» (пакет РТРС-Орёл), зона вещания в фиксированном луче С-диапазона, покрывающем Европу (кроме Португалии и Испании), Урал, Сибирь (Западная и часть Восточной), СНГ и часть Ближнего Востока.
- 16 декабря 2020 года в Орле и Орловском районе начато вещание радиостанции «Вести ФМ» на частоте 92 FM.
- 18 июля 2021 года на спутник Express AM7 40.0°E	поднята радиостанция «Радио России» (в открытом доступе FTA) с врезками ГТРК «Орёл» (пакет РТРС-Орёл), зона вещания в фиксированном луче С-диапазона, покрывающем Европу (кроме Португалии и Испании), Урал, Сибирь (Западная и часть Восточной), СНГ и часть Ближнего Востока.
- 22 июня 2022 года ВГТРК на мультимедийной онлайн-платформе «СМОТРИМ» начала вещание телеканалов «Россия 1» и «Россия 24» с врезками ГТРК «Орёл».
- 21 марта 2023 года Сетевое издание «Орловское информбюро» переименовано в Сетевое издание «Вести-Орел», доменное имя https://ogtrk.ru заменено на https://vestiorel.ru.
- 24 июля 2024 года ВГТРК на мультимедийной онлайн-платформе «СМОТРИМ» начала вещание радиостанции «Радио России» с врезками ГТРК «Орёл».
- 5 декабря 2024 года на мультимедийной онлайн-платформе «СМОТРИМ» вещание телеканала «Россия 1» с врезками ГТРК «Орёл» переведено на разложение 1080i.

## Вещание на телеканале «Россия 1»
ГТРК «Орёл» вещает во время единых региональных окон в блоках «Вести. Местное время», «Местное время. Суббота» и «Местное время. Воскресенье».

## Вещание на телеканале «Россия 24»
В сетке вещания канала «Россия 24» имеются региональные окна. До 15 января 2019 года они были различными по хронометражу и времени выхода в эфир. С 16 января 2019 года, по аналогии с телеканалом «Россия 1», унифицированы для всех филиалов ВГТРК, осуществляющих трансляцию своих программ на телеканале. Вещание ГТРК «Орёл» осуществляется во время единых региональных окон в рабочие дни в слотах 17:30-18:00 и 21:00-21:30, а также по понедельникам 15:00-15:30. В рамках тематического вещания систематически выходит в эфир целый ряд программ и передач: «Вести-Орёл. Дежурная часть», «Вести. Интервью», «Вести. Молодёжь», «Вести. Образование», «Вести. Культура», «Вести. Медицина», «Вести. NET», «Вести-Семья. Общество», «Вести. Краеведение», «Вести. Спорт». Много лет выходит в эфир авторская программа «Контакт».

## Вещание на «Радио России»
На «Радио России» до 25 января 2019 года региональные окна были различными по хронометражу и времени выхода в эфир. С 26 января 2019 года, по аналогии с телеканалами «Россия 1» и «Россия 24», унифицированы для всех филиалов ВГТРК, осуществляющих трансляцию своих программ на радиоканале. Вещание ГТРК «Орёл» осуществляется во время единых региональных окон в рабочие дни в слотах 7:10-8:00, 11:10-12:00, 13:45-14:00 и 18:10-19:00, в субботу в слоте 11:10-12:00.

## Программа «Вести-Орёл»
Основной продукт компании — программа «Вести-Орёл» — совместный проект ВГТРК и ГТРК «Орёл», выходит в эфир на телеканалах «Россия 1», «Россия 24» и радиоканале «Радио России».
- «Россия 1»: рабочие дни в 05:07, 05:35, 06:07, 06:35, 07:07, 07:35, 08:07 и в 08:35 в программе «Утро России», в 09:30, 11:30, 21:10, в субботу в 08:00, 14:30 и 20:50, в воскресенье в 08:00 в программе «Вести»
- «Россия 24»: в 17:30 и 21:00.
- «Радио России»: в рабочие дни в 07:10, 07:50, 11:10, 13:45, 18:10, 18:50, в субботу в 11:10.

## Программа «Местное время. Воскресенье»
Еженедельная итоговая новостная программа «Местное время. Воскресенье» (до 23 сентября 2018 года называлась «Вести-Орёл. События недели») выходит в прямой эфир в воскресенье в 14:30 на телеканале «Россия 1», в записи в понедельник в 15:00 на телеканале «Россия 24».

## Блок «Местное время. Суббота»
Выходит в эфир в субботу в 08:00 на телеканале «Россия 1».

## Программа «Вести+ Орёл»
С 11 августа 2003 по 30 декабря 2008 года, на канале «Россия» существовала программа «Вести+ Орёл», готовившаяся в стенах ГТРК «Орёл», после этого, в январе 2009 года, была заменена на западноевропейскую версию программы «Вести+», которая до 22 августа 2013 года распространялась на Москву и Московскую область, а также на спутниковых каналах «Россия 1 дубль М» и «РТР-Планета дубль Европа». С 26 августа 2013 года выпуск «Вести+» отменен из-за того, что первый выпуск программы «Вести» с его ведущими начинался в 03:00 на каналах «Россия 1 дубль +8» и «РТР-Планета дубль США».

## История аналогового вещания на других телеканалах
9 ТВК
С 1 февраля 2007 по 3 июня 2019 года осуществлялось вещание телеканала «Россия 24» с врезками ГТРК «Орёл». Ранее, ещё до того как появился телеканал «Вести», вторым телеканалом для вещания ОГТРК, помимо «РТР», служил канал «Прометей АСТ» вещавший с 4 мая 1998 года, который был преобразован в АСТВ и затем в январе 2003 года был переименован в «Rambler Телесеть». Незадолго до его закрытия в 2002 году ОГТРК заключила договор с телеканалом «ТВ Центр». В отличие от сегодняшних эфирных вставок, представляющих в основном продукт собственного производства, в эфирах ОГТРК на каналах «Россия» и «ТВ Центр» нередко появлялись научно-познавательные фильмы и документальные передачи других телекомпаний, в частности Deutsche Welle. В настоящее время «ТВ Центр» вещается на собственной частоте в пакете РТРС-1.
11 ТВК
С 2 декабря 1967 до 3 июня 2019 года осуществлялось вещание телеканала «Россия 1» с врезками ГТРК «Орёл».
21 ТВК
12 октября 2001 года началось вещание телеканала «Rambler Телесеть». После закрытия телеканала осуществлялось вещание телеканалов «Звезда», «Бибигон» и «Пятого канала». С конца 2012 года до 6:00МСК 1 ноября 2015 года осуществлялось вещание телеканала «Россия 2».

## Структура ВГТРК ГТРК «Орёл»
Орловская область входит в зону вещания Дубль +0 (бывший М) телеканалов и радиостанций ВГТРК.

### Телеканалы
город Орёл и Орловский муниципальный округ:
- 26 ТВК (514 МГц), кнопка № 2 ФГУП ВГТРК, Телеканал «Россия 1» в неизменном виде с 04 июля 2014 года, пакет РТРС-1, с врезками ГТРК «Орёл» с 12 декабря 2017 года.
- 26 ТВК (514 МГц), кнопка № 6 ФГУП ВГТРК, Телеканал «Россия К» в неизменном виде с 04 июля 2014 года, пакет РТРС-1.
- 26 ТВК (514 МГц), кнопка № 7 ФГУП ВГТРК, Телеканал «Россия 24» в неизменном виде с 04 июля 2014 года, пакет РТРС-1, с врезками ГТРК «Орёл» с 12 декабря 2017 года.
- 26 ТВК (514 МГц), кнопка № 8 ФГУП ВГТРК / АО «Первый канал», Телеканал «Карусель» в неизменном виде с 04 июля 2014 года, пакет РТРС-1.
- план, кнопка №? Телеканал «НАИМЕНОВАНИЕ НЕ ОПРЕДЕЛЕНО» — региональный общедоступный телеканал федерального значения. В рамках формирования третьего мультиплекса цифрового телевидения России холдингу ВГТРК поручено осуществить создание и выпуск регионального общедоступного телеканала в каждом субъекте Российской Федерации, пакет РТРС-3.

В области телеканалы «Россия 1», «Россия К», «Россия 24» вещаются на других собственных частотах ФГУП ВГТРК, телеканал «Карусель» совместно с АО «Первый канал».
ВГТРК на мультимедийной онлайн-платформе «СМОТРИМ» в плеере https://player.smotrim.ru/iframe/live/uid/ осуществляет вещание телеканалов «Россия 1» (код 10c66b8a-4b47-4cc0-95b2-d7f223f0d026) и «Россия 24» (код e6e94bb8-178a-4b06-bc7d-3fdd74ca33b6) с врезками ГТРК «Орёл».

### Радиостанции
город Орёл и Орловский муниципальный округ:
- 92 МГц ФГУП ВГТРК, Радио «Вести FM» в неизменном виде с 16 декабря 2020 года.
- 99.2 МГц ФГУП ВГТРК, Радио «Маяк» в неизменном виде с 01 февраля 2016 года, до 02 февраля 2016 года на 72,05 МГц в неизменном виде.
- 102.3 МГц ФГУП ВГТРК, «Радио России» с врезками ГТРК «Орёл» с 30 сентября 2016 года, до 08 ноября 2016 года вещал на 70,31 МГц с пилот-тоном).
- 26 ТВК (514 МГц), кнопка № 1 ФГУП ВГТРК, Радио «Вести FM» в неизменном виде с 04 июля 2014 года, пакет РТРС-1.
- 26 ТВК (514 МГц), кнопка № 2 ФГУП ВГТРК, Радио «Маяк» в неизменном виде с 04 июля 2014 года, пакет РТРС-1.
- 26 ТВК (514 МГц), кнопка № 3 ФГУП ВГТРК, «Радио России» в неизменном виде с 04 июля 2014 года, пакет РТРС-1, с врезками ГТРК «Орёл» с 12 декабря 2017 года.

В области радиостанции «Вести FM», «Маяк» и «Радио России» вещаются на других собственных частотах ФГУП ВГТРК.
ВГТРК на мультимедийной онлайн-платформе «СМОТРИМ» в плеере https://player.smotrim.ru/iframe/live/uid/ осуществляет вещание радиостанции «Радио России» (код 51764ee7-7192-4173-ab1c-b79121de4577) с врезками ГТРК «Орёл»

### СМИ
- Сетевое издание «Вести-Орел»
- Еженедельная газета «Говорит и показывает Орёл». Выходила в свет до 2006 года. В настоящее время не издается.